# Zona Monumental de Huancayo
La Zona Monumental de Huancayo es el casco histórico de la ciudad de Huancayo, capital del departamento de Junín, Perú. La zona fue declarada en 1989 como «Monumento histórico del Perú» mediante Resolución Jefatural N° 009-89-INC/J del 26 de abril de 1989 (35 años).
La declaración estableció que la zona protegida está circundada por la Avenida Huancavelica al oeste, la calle Ayacucho al norte, la calle Pachitea al este y la calle Angaraes al sur. Esos linderos cercan un área aproximada de 97 hectáreas que, en su integridad, se extienden dentro del distrito de Huancayo. Asimismo, esta zona incluye las dos plazas principales de la ciudad, la Plaza Constitución, donde se encuentra la Catedral de Huancayo, y la Plaza Huamanmarca donde se levanta el Centro Cívico de Huancayo que incluye las sedes de la Municipalidad Provincial de Huancayo y el Gobierno Regional de Junín.

## Edificios
De manera conjunta o independiente a la declaración de la Zona Monumental como Monumento Histórico, a la fecha se han declarado diversos inmuebles con esa misma calificación:
| Monumento                                                          | dirección                                                                                          | imagen |
| ------------------------------------------------------------------ | -------------------------------------------------------------------------------------------------- | ------ |
| Estación de Chilca                                                 | Avenida Ferrocarril cdra. 5 s/n.                                                                   |        |
| Capilla de la Merced de Huancayo                                   | Calle Real N° 100                                                                                  |        |
| Casa de la abolición de la Esclavitud                              | Plaza Constitución                                                                                 |        |
| Casa del pintor Guillermo Guzmán Manzaneda                         | Jr. Amazonas 279-283.                                                                              |        |
| Teatrin del colegio María Inmaculada de Huancayo                   | Jr. Amazonas esquina Jr. Cusco.                                                                    |        |
| Hotel de Turistas de Huancayo                                      | Jr. Ancash, 729.                                                                                   |        |
| Antigua Corte Superior de Justicia                                 | Jr Calixto, 104.                                                                                   |        |
| Casa de Raez                                                       | Jr. lca 613-625 esq. jr. Arequipa cdra. 8.                                                         |        |
| Hotel los Andes                                                    | Calle Piura 461.                                                                                   |        |
| Antiguo Hotel Tívoli                                               | Calle Real N° 398                                                                                  |        |
| Casa del poeta Juan Parra del Riego                                | Calle Real 445-449-451-455.                                                                        |        |
| Galería comercial                                                  | Calle Real 809.                                                                                    |        |
| Estación de Huancayo                                               | Jr. Pachitea s/n.                                                                                  |        |
| Basílica Catedral de Huancayo                                      | Plaza Constitución                                                                                 |        |
| Complejo Arqueológico de Huarihuilca                               | Poblado Huari                                                                                      |        |
| Capilla de Palián                                                  | Plaza de Palián.                                                                                   |        |
| Casa Sotomayor                                                     | Calle Real 550, 552, 554, 556                                                                      |        |
| Local central N.º 2 de la Universidad Nacional del Centro del Perú | Calle Real 151-159                                                                                 |        |
| Puente Centenario                                                  | Ubicado sobre el río Shullcas, Calle Real cuadra 1, límite de los distritos de El Tambo y Huancayo |        |
| Casa Juana Sofía Raez Patiño                                       | Avenida Ferrocarril N° 1105                                                                        |        |